# Personaggi di Little Battlers eXperience
Quello che segue è l'elenco dei personaggi della serie di videogiochi Danball senki e dei manga e anime da essa tratti (la prima serie animata è stata doppiata in italiano con il titolo Little Battlers eXperience). Sono indicati anche i robot LBX dei personaggi, con le loro Modalità di Attacco Speciale (Hissatsu Function, 必殺ファンクション?, Hissatsu Fankushon, lett. "Funzioni Micidiali"), le loro Modalità speciali (特殊モード?, Tokushu Mōdo) e le loro armi.
Nella versione italiana dell'anime i nomi dei personaggi sono stati in parte modificati e le Modalità di Attacco Speciale e gli Special Mode hanno ricevuto nomi in italiano, che non necessariamente sono traduzioni degli originali, che sono in giapponese o inglese; sono stati cambiati anche i nomi di alcuni LBX e di alcune armi.

## Introdotti nel primo videogioco

### Personaggi principali
I personaggi principali del primo gioco hanno un ruolo importante anche in Danball senki W e alcuni di essi fanno alcune comparse in Danball senki wars.

#### Van Yamano
Van Yamano (山野 バン?, Yamano Ban) è il protagonista della serie. Ha i capelli e gli occhi marroni. Ha 13 anni. È molto ossessionato dagli LBX e ha sempre voluto collezionarli. A causa della morte prematura di suo padre, l'inventore degli LBX, in un incidente aereo, la madre rifiutava di fargli avere un LBX, finché una donna misteriosa non gli dà l'AX-00. Van scopre poi che suo padre non è realmente morto e inizia a cercarlo.

Compare anche, come personaggio minore, nel videogioco della Level-5 Inazuma Eleven GO Chrono Stones, in cui gioca a calcio nella squadra L5 Heroes come attaccante e nella versione Fiamma (Neppuu) del gioco può essere reclutato. Compare poi nel videogioco Inazuma Eleven GO Galaxy e gioca sempre nella squadra L5 Heroes.
Doppiato in giapponese da Megumi Kubota e in italiano da Manuel Meli
LBX: AX-00:
È l'LBX che viene dato a Van da una donna misteriosa all'inizio della serie. È blu, ha le spalle arancioni ed è privo di un'armatura. È armato con il bastone Kōtetsu Kon (鋼鉄棍? "Bastone di Acciaio"). Al suo interno contiene una capsula di platino, che si rivelerà essere un falso. In seguito gli viene montata l'armatura di Achilles.
LBX: Achilles (アキレス?, Akiresu):
È blu e bianco, ha un casco da gladiatore e un mantello rosso. È armato con la lancia Achilles Lance (アキレスランス?, Akiresu Ransu) e lo scudo Achilles Shield (アキレスシールド?, Akiresu Shīrudo).
Modalità di Attacco Speciale:
- Stoccata Fulminea / Fulmine Perforante (Lightning Lance, ライトニングランス?, Raitoningu Ransu)

- Manovra Elicoidale (Sword Cyclone, ソードサイクロン?, Sōdo Saikuron)

- Vortice Letale (Chō Plasma Burst, 超プラズマバースト?, Chō Purasuma Bāsuto, lett. "Super Esplosione di Plasma")

Special Mode:
Modalità di Emergenza V (V Mode, Ｖモード?, Bui Mōdo):
Modalità che aumenta la potenza e la velocità di Achilles per un periodo di tempo limitato. In questa modalità Achilles è circondato da un'aura arancione. In seguito la modalità si evolve nella Advance V Mode (アドバンスＶモード?, Adovansu Bui Mōdo), il cui nome nella versione italiana dell'anime e sempre Modalità di Emergenza V. Nell'episodio 14 viene chiamata Modalità V.
LBX: Odin (オーディーン?, Ōdīn):
È blu-viola, nero e bianco e ha un casco da gladiatore. È armato con la lancia Restraighter (リタリエイター?, Retarieitā) e lo scudo Anti Raggio (Neo Beam Guarder, ビームガーダー?, Bīmu Gādā). È in grado di trasformarsi in un jet.
Modalità di Attacco Speciale:
- Stoccata Fulminea / Fulmine Perforante (Lightning Lance, ライトニングランス?, Raitoningu Ransu)

- Vortice Letale (Chō Plasma Burst, 超プラズマバースト?, Chō Purasuma Bāsuto, lett. "Super Esplosione di Plasma")

- Lancia Gungnir (Gungnir, グングニル?, Gunguniru)

- Assalto Aereo (Jet Striker, JETストライカー?, JET Sutoraikā)

Special Mode:
Modalità Estrema (Extreme Mode, エクストリームモード?, Ekusutorīmu Mōdo):
Modalità che aumenta la potenza e la velocità di Odin per un periodo di tempo limitato. In questa modalità Odin è circondato da un'aura gialla.

#### Amy Cohen
Amy Cohen, nome originale Ami Kawamura (川村 アミ?, Kawamura Ami), è una protagonista della serie e l'amica d'infanzia di Van e Kazuya. Ha i capelli viola chiaro e gli occhi viola e porta dei paraorecchie. Ha 13 anni.

Doppiata in giapponese da Marina Inoue e in italiano da Ludovica Bebi.
LBX: Kunoichi (クノイチ?):
È rosso e rosa e assomiglia appunto a una kunoichi. È armato con i kunai Kodachi (コダチ?).
Modalità di Attacco Speciale:
- Veloce come il Vento (Tsumujikaze, 旋風? lett. "Turbine")

LBX: Pandora (パンドラ?):
È rosso e ha un copricapo formato da lame rosa. È armato con le lame Hope Edge (ホープ・エッジ?, Hōpu Ejji).
Modalità di Attacco Speciale:
- Soffio Infernale (Sōken Rangeki, 蒼拳乱撃? lett. "Spari a caso del pugno blu")

#### Kazuya Walker
Kazuya Walker, nome originale Kazuya Aoshima (青島 カズヤ?, Aoshima Kazuya), è un protagonista della serie e l'amico d'infanzia di Van e Amy. Ha i capelli marrone chiaro legati in una coda di cavallo e gli occhi verde scuro. Ha 13 anni.

Doppiato in giapponese da Daisuke Namikawa e in italiano da Leonardo Graziano
LBX: Trooper (Warrior, ウォーリアー?, Wōriā):
È verde scuro e ha un casco da gladiatore. È armato con la spada Broad Sword (ブロードソード?, Burōdo Sōdo) e lo scudo Light Buckler (ライトバックラー?, Raito Bakkurā). Viene distrutto dal Destroyer di Hanz Gordon.
LBX: Hunter (ハンター?, Hantā):
È grigio, ha una coda e assomiglia ad un lupo mannaro. È armato col fucile Hunter Rifle (ハンターライフル?, Hantā Raifuru).
Modalità di Attacco Speciale:
- Raffica Chiodata (Stinger Missile, スティンガーミサイル?, Sutingā Misairu):

Hunter spara dal suo corpo dei missili, i quali volano verso l'avversario ed esplodono al contatto.
LBX: Fenrir (フェンリル?, Fenriru):
È verde, ha una coda e assomiglia ad un lupo mannaro. È armato col fucile Domnion Rifle (ドミニオンライフル?, Dominion Raifuru). È simile a Hunter.
Modalità di Attacco Speciale:
- Artigli Lucenti (Hawk Eye Drive, ホークアイドライブ?, Hōku Ai Doraibu)

#### Justin Kaido
Justin Kaido, nome originale Jin Kaidō (海道 ジン?, Kaidō Jin), è un protagonista della serie e il nipote adottivo di Cillian Kaido. Ha i capelli neri di cui una parte è bianca-grigia e gli occhi rossi. Ha 13 anni.

È l'unico personaggio dei primi due giochi ad avere un ruolo importante anche nel terzo e nella terza serie.

Doppiato in giapponese da Hisafumi Oda e in italiano da Simone Veltroni
LBX: The Emperor (ジ・エンペラー?, Ji Enperā):
È viola e nero e ha un mantello giallo. È armato col martello Titania (ティターニア?, Titānia).
Modalità di Attacco Speciale:
- Terremoto di Fuoco (Impact Kaiser, インパクトカイザー?, Inpakuto Kaizā)

LBX: Emperor M2 (エンペラーM2?, Enperā Emu Tsū):
È la versione migliorata di The Emperor. È viola e nero e ha un mantello giallo È armato col martello-lanciarazzi Emperor Launcher (エンペラーランチャー?, Enperā Ranchā).
Modalità di Attacco Speciale:
- Terremoto di Fuoco (Impact Kaiser, インパクトカイザー?, Inpakuto Kaizā)

LBX: Proto Zenon (プロトゼノン?, Puroto Zenon):
È viola e nero, ha una coda e assomiglia a un ibrido fra un demone e un cavaliere. È armato col martello Oberon (オベロン?).
Modalità di Attacco Speciale:
- Squarcia-Terra (Break Geyser, ブレイクゲイザー?, Bureiku Geizā)

LBX: Zenon (ゼノン?):
È viola e nero e ha un mantello rosso. È armato col martello Zenon Halberd (ゼノンハルバード?, Zenon Harubēdo).
Modalità di Attacco Speciale:
- Squarcia-Terra (Break Geyser, ブレイクゲイザー?, Bureiku Geizā)

- Esplosione Omega (Omega Explosion, Ωエクスプロージョン?, Omega Ekusupurōjon)

Special Mode:
Modalità Alternativa (Alternative Mode, オルタナティブモード?, Orutanatibu Mōdo):
Modalità che aumenta la potenza e la velocità di Zenon per un periodo di tempo limitato. In questa modalità Zenon è circondato da un'aura azzurra.

#### Hanz Gordon
Hanz Gordon, nome originale Hanzou Gōda (郷田 ハンゾウ?, Gōda Hanzou), è il capo della gang "I moschettieri di Hanz". Ha i capelli verde acqua scuro e gli occhi dello stesso colore. Ha 15 anni.

Doppiato in giapponese da Yūki Hayashi e in italiano da Gabriele Lopez
LBX: Destroyer (Hakai-O, ハカイオー?, Hakai Ō):
È rosso e nero e ha un cannone posizionato al centro del petto. È armato con la spada Haganjin (破岩刃? lett. "Lama della roccia dello strappo").
Modalità di Attacco Speciale:
- Soffio di Fuoco (Gaō Cannon, 我王砲?, Gaō Kyanon, lett. "Cannone del me-re"):

Destroyer carica energia all'interno del cannone posizionato al centro del petto per poi sparare un potente raggio di fuoco.
LBX: Destroyer Z (Hakai-O Z, ハカイオー絶斗?, Hakai Ō Zetto):
È rosso e nero e ha due cannoni posizionati al centro del petto. È armato con la spada Zetsu Haganjin (絶・破岩刃? lett. "Lama della roccia dello strappo assoluta"). È simile a Destroyer.
Modalità di Attacco Speciale:
- Soffio del Drago (Chō Gaō Cannon, 超我王砲?, Chō Gaō Kyanon, lett. "Super cannone del me-re")

#### Dak Sendo
Dak Sendo, nome originale Daiki Sendō (仙道 ダイキ?, Sendō Daiki), è molto arrogante e crede di essere il più forte giocatore di LBX. Ha i capelli viola di cui una parte è viola chiaro e gli occhi viola. Ha 15 anni. Cerca di prevedere il futuro usando delle carte.

Doppiato in giapponese da Anri Katsu e in italiano da ?
LBX: Harlequin (Joker, ジョーカー?, Jōkā):
È nero e bianco e assomiglia ad un clown. È armato col martello Joker's Soul (ジョーカーズソウル?, Jōkāzu Souru).
Modalità di Attacco Speciale:
- Elica Oscura (Deathscythe Hurricane, デスサイズハリケーン?, Desusaizu Harikēn):

Harlequin ruota su sé stesso e il suo martello rilascia una scia viola a forma di spirale; poi muove il martello verso il basso, ed esso rilascia una luce bianca, che comprime la spirale verso il basso; la spirale diventa un vortice che attacca l'avversario, spazzandolo via.
LBX: Joker MK2 (ジョーカーMK-2?, Jōkā Maku Tsū):
È rosso e assomiglia ad un clown. Assomiglia a Harlequin. È armato col martello Joker's Soul (ジョーカーズソウル?, Jōkāzu Souru).
Modalità di Attacco Speciale:
- Elica Oscura (Deathscythe Hurricane, デスサイズハリケーン?)

LBX: Nightmare (ナイトメア?, Naitomea):
È nero e assomiglia ad un mago. È armato col martello Nightmare's Soul (ナイトメアズソウル?, Naitomeazu Souru).
Modalità di Attacco Speciale:
- Elica Oscura (Deathscythe Hurricane, デスサイズハリケーン?, Desusaizu Harikēn)

### Sostenitori della Nuova Alba
I Sostenitori della Nuova Alba (Innovator, イノベーター?, Inobētā) sono un'organizzazione che è la principale antagonista durante il primo gioco e la prima serie. L'organizzazione è divisa in quattro squadriglie.

#### Cillian Kaido
Cillian Kaido, nome originale Yoshimitsu Kaidō (海道 義光?, Kaidō Yoshimitsu), è il leader e il fondatore dei Sostenitori della Nuova Alba. È il nonno adottivo di Justin Kaido. Ha i capelli grigi e gli occhi marroni e porta un monocolo sull'occhio destro. Viene poi ucciso da Lex e sostituito con un androide identico a lui.

Doppiato in giapponese da Yuzuru Fujimoto e in italiano da ?
LBX: Gekkōmaru (月光丸? lett. "Cerchio di Luce Lunare"):
È grigio chiaro e assomiglia ad uno shōgun. È armato con la spada Muramasa (ムラマサ?)
Modalità di Attacco Speciale
- Danza al Chiaro di Luna (Gekka Ranbu, 月華乱舞?):

Gekkōmaru muove la sua spada per tre volte, creando così tre onde di energia rosa che attaccano l'avversario.
LBX: Kaixa (カイザ?, Kaiza):
È nero. È armato con le spade Imperial Blade (インペリアルブレイド?, Inperiaru Bureido). Il suo nome in codice e AX-02. È usato solo dall'androide di Kaido.

#### Togor Kole
Togor Kole, nome originale Tōgorō Kamiya (神谷 藤吾郎?, Kamiya Tōgorō) è uno dei due "bracci destri" di Cillian Kaido. Ha i capelli e gli occhi neri e porta gli occhiali. È il presidente delle Industrie Pesanti Kole (Kamiya Jūkō, 神谷重工? lett. "Industrie Pesanti Kamiya"), le più grandi industrie produttrici di macchine del mondo, le quali in realtà sono parte dei Sostenitori della Nuova Alba.

Doppiato in giapponese da Shin'ya Fukumatsu e in italiano da Mino Caprio

#### Marshall Sanderson
Marshall Sanderson, nome originale Muneto Sawamura (沢村 宗人?, Sawamura Muneto) è uno dei due "bracci destri" di Cillian Kaido. Ha i capelli neri e gli occhi neri. È un infiltrato nella Tiny Orbit.

Doppiato in giapponese da Kōsuke Takaguchi e in italiano da ?

#### Squadriglia Nera
La Squadriglia Nera (Kuro no Butai, 黒の部隊?) è il gruppo investigativo dei Sostenitori della Nuova Alba.

##### Davin Aeron
Davin Aeron, nome originale Eiji Yagami (八神 英二?, Yagami Eiji), è il leader della Squadriglia Nera. Ha lunghi capelli rossi e gli occhi gialli. In passato era un poliziotto e aveva una moglie e una figlia, che morirono nell'incidente del crollo del ponte di Tokyo, avvenuto nel 2041. Sconvolto dall'accaduto, incontrò Cillian Kaido, il quale lo ingannò, chiedendogli di aiutarlo a fare in modo che un incidente del genere non succeda mai più. Quando scopre quali sono le vere intenzioni di Kaido e che fu proprio lui il responsabile dell'incidente tradisce i Sostenitori e si unisce all'Organizzazione Anti Spionaggio.

Doppiato in giapponese da Takanori Hoshino e in italiano da ?

LBX: Generale (General, ジェネラル?, Jeneraru):
È viola, in parte più chiaro e in parte più scuro. È armato col fucile Archer Rifle (アーチャーライフル?, Āchā Raifuru).

##### Eeny
Eeny, nome originale Shōko Mano (真野 晶子?, Mano Shōko), e la leader di un gruppo al servizio di Davin Aaron, nonché l'unica donna del gruppo. Ha lunghi capelli biondi e gli occhi neri. In seguito si unisce anche lei all'Organizzazione Anti Spionaggio.

Doppiata in giapponese da Akemi Okamura e in italiano da Barbara Pitotti

##### Meany
Meany, nome originale Masashi Hosoi (細井 将志?, Hosoi Masashi), è un membro di un gruppo al servizio di Davin Aaron. Ha i capelli blu e gli occhi neri. In seguito si unisce anche lui all'Organizzazione Anti Spionaggio.

Doppiato in giapponese da Yasuhiko Tokuyama e in italiano da ?

##### Miny
Miny, nome originale Heita Yakabe (矢壁 塀太?, Yakabe Heita), è un membro di un gruppo al servizio di Davin Aaron. Grosso di statura, ha i capelli arancioni e gli occhi chiusi. In seguito si unisce anche lui all'Organizzazione Anti Spionaggio.

Doppiato in giapponese da Tōru Nara e in italiano da ?

#### Squadriglia Bianca
La Squadriglia Bianca (Shiro no Butai, 白の部隊?) è il gruppo scientifico dei Sostenitori della Nuova Alba.

##### Giichi Kanō
Giichi Kanō (加納 義一?, Kanō Giichi) è il leader della Squadriglia Bianca. Ha i capelli grigi e gli occhi neri e porta gli occhiali.

Doppiato in giapponese da Akimitsu Takase e in italiano da ?

#### Squadriglia Blu
La Squadriglia Blu (Ao no Butai?, 青の部隊) è il gruppo politico dei Sostenitori della Nuova Alba.

##### Mitsuyoshi Tōdō
Mitsuyoshi Tōdō (藤堂 三良?, Tōdō Mitsuyoshi) è il leader della Squadriglia Blu. Ha i capelli neri e gli occhi neri.

Doppiato in giapponese da Yasuhiko Tokuyama e in italiano da ?

#### Squadriglia Rossa
La Squadriglia Rossa (Aka no Butai?, 赤の部隊) è il gruppo esecutivo dei Sostenitori della Nuova Alba.

##### Shirō Sadamatsu
Shirō Sadamatsu (貞松 四郎?, Sadamatsu Shirō) è il leader della Squadriglia Rossa. Ha i capelli neri, gli occhi neri e un pizzetto.

Doppiato in giapponese da Kōsuke Takaguchi e in italiano da ?

#### Altri Membri

##### Sciacallo
Sciacallo (ジャッカル?, Jakaru) è un mercenario assoldato dai Sostenitori e incaricato di uccidere il primo ministro del Giappone Vanguard, ma viene fermato da Van, Amy e Kazuya. Ha i capelli neri e porta degli occhiali da sole.

Doppiato in giapponese da Kōsuke Takaguchi e in italiano da ?

##### Howard Campenelli
Howard Campenelli, nome originale Heiji Kirishima (霧島 平治?, Kirishima Heiji), è l'inventore del contenitore rinforzato. Ha i capelli neri e gli occhi chiusi. Dopo che non gli fu riconosciuto il merito per la sua invenzione (che passò di proprietà alla Tiny Orbit) fu preso a lavorare da Togor Kole, facendogli credere di essere dalla parte del giusto.

Doppiato in giapponese da Akimitsu Takase e in italiano da ?

##### Nils Ritcher
Nils Ritcher, nome originale Yuuya Haibara (灰原 ユウヤ?, Haibara Yuuya), è un ragazzo che, dopo essere sopravvissuto all'incidente del ponte di Tokyo che causò la morte dei suoi genitori, viene condizionato dai Sostenitori della Nuova Alba tramite una tuta che lo fa agire come se non provasse emozioni, e risulta quindi obbediente. Questa lo fa impazzire e finire in coma e di lui non si sa più nulla. Ha i capelli neri che gli coprono l'occhio destro e gli occhi neri. Ha 13 anni. Riappare nella seconda serie, in cui si scopre che dopo essersi ripreso, Justin lo ha aiutato a non sentirsi solo, dato che anche i suoi genitori sono morti nell'incidente del ponte di Tokyo, e aiuta i protagonisti, incontrati per la prima volta durante il loro viaggio verso N-City.

Doppiato in giapponese da Yūki Kaji e in italiano da Alessio De Filippis
LBX: giudicatore (Judge) (ジャッジ?, Jajji):
È giallo e assomiglia a un gladiatore. È armato con la spada Judge Sword (ジャッジソード?, Jajji Sōdo).
Modalità di Attacco Speciale:
- Arco di Luce (Power Slash) (パワースラッシュ?, Pawā Surasshu)

Special Mode:
Funzione Psico Scansione (Psycho Scanning Mode) (サイコスキャニングモード?, Saiko Sukyaningu Mōdo):
Modalità che aumenta la potenza di attacco per un breve di tempo limitato. Judge viene circondato da un'aura verde.
LBX: Ryuubi (リュウビ?)
È di colore giallo e rosso. Il nome è la lettura giapponese degli ideogrammi del nome generale cinese Liu Bei, ma in questo caso è scritto in katakana. È armato con la spada Bu no Tsurugi (武の剣? lett. "Spada del Guerriero") e lo scudo Kagami no Tate (鏡の盾? lett. "Scudo dello specchio").
Modalità di Attacco Speciale:
- Hyper Energy Bomb (ハイパーエネルギー弾?, Haipā Enerugī Bomu)

Ryuubi carica di energia la pistola; dopo di che, spara un potente colpo in grado di paralizzare il nemico.
- Byakko Shōhazan (白虎衝波斬?)

Ryuubi alza la spada ed evoca una tigre dietro di lui; dopo di che, scatta in avanti colpendo l'avversario insieme alla tigre. Byakko (白虎?) è il nome giapponese della costellazione cinese della Tigre Bianca, mentre Shōhazan (衝波斬?) è scritto con gli ideogrammi di "punto importante / collisione" (衝?), "onda" (波?) e "decapitare" (斬?).
- Drill Slasher (ドリルスラッシャー?, Doriru Surasshā)

Ryuubi carica l'energia nella spada come una trivella; dopo di che, scatta e colpisce l'avversario. La modalità compare nei giochi a partire da Danball senki boost e, per quanto riguarda gli anime, solo nel film Gekijōban Inazuma Eleven GO vs Danball senki W.

##### Kurtis Kole
Kurtis Kole, nome originale Kousuke Kamiya (神谷 コウスケ?, Kamiya Kousuke) è il figlio di Togor Kole. Ha i capelli biondi legati in una coda, l'occhio sinistro viola e l'occhio destro rosso, inizialmente coperto da una benda. Ha 17 anni.

Doppiato in giapponese da Kiyotaka Furushima e in italiano da Simone Crisari

### L'Organizzazione Anti Spionaggio
L'Organizzazione Anti Spionaggio (Seeker, シーカー?, Shīkā) abbreviata talvolta in LOAS, è l'organizzazione a cui si uniscono i protagonisti per combattere i Sostenitori della Nuova Alba. Alcuni membri sono i dipendenti o dirigenti della Tiny Orbit (タイニーオービット社?, Tainī Ōbitto-sha, "sha" significa "azienda"), una delle più grandi aziende produttrici di giocattoli nel mondo e la principale produttrice di LBX.

#### Tyler Oosgood
Tyler Oosgood, nome originale Takuya Uzaki (宇崎 拓也?, Uzaki Takuya) è il fondatore dell'Organizzazione Anti Spionaggio e il terzo amministratore delegato ed ex capo della divisione ricerca e sviluppo della Tiny Orbit.

#### Jon Yamano
Jon Yamano, nome originale Jun'ichirō Yamano (山野 淳一郎?, Yamano Jun'ichirō), è il padre di Van e ha 35 anni. Lavora per la Tiny Orbit ed è l'inventore degli LBX. Viene creduto morto in un incidente aereo, ma si scopre poi che tale incidente era una farsa organizzata dai Sostenitori della Nuova Alba per rapire lui e altri scienziati.

#### Rina Richardson
Rina Richardson, nome originale Rina Ishimori (石森 里奈?, Ishimori Rina), è il vero nome della donna misteriosa che consegna l'AX-00 a Van all'inizio della storia. Ha 24 anni ed è l'assistente di John Yamano. È stata rapita con lui dai Sostenitori della Nuova Alba, e dopo essersi liberata consegna a Van l'AX-00 e lo informa che il padre è vivo. Per aiutare la sorella minore Luna Richardson si allea con Cillian Kaido per avere una tecnologia in grado di salvarla.

### Altri

#### Lex Hiyama
(Il messaggio di Lex al mondo, episodio 44 della prima serie)
Lex Hiyama, nome originale Ren Hiyama (檜山 蓮?), è un giocatore di LBX leggendario e gestisce una caffetteria chiamata Blue Cats Cafe (Blue Cats, ブルーキャッツ?, Burū Kyattsu). Ha i capelli viola, gli occhi marroni e un pizzetto e porta gli occhiali. Ha 28 anni. Muore nell'autodistruzione del razzo Saturn. Il suo nome nella versione italiana dell'anime si basa sul suo soprannome nella versione giapponese: Lex (レックス?, Rekkusu).

Doppiato in giapponese da Hiroki Tōchi e in italiano da Roberto Certomà
LBX: G-Lex (Gレックス?, Jī Rekkusu):
È rosso e arancione e ha una coda. È armato con i tirapugni Spiky Brass Knuckles.
Modalità di Attacco Speciale:
- Furore di Pugni (Gatling Bullet, ガトリングバレット?, Gatoringu Baretto):

G-Lex carica i suoi tirapugni di energia arancione e colpisce l'avversario con una serie di potenti pugni, per poi colpirlo infine con entrambi i tirapugni, provocando un'esplosione di energia.
LBX: Ifreet (イフリート?, Ifurīto):
È arancione e viola e ha delle strisce viola che gli escono dalla schiena e una coda.
Modalità di Attacco Speciale:
- Spinta di Fuoco (Varzodas, ヴァルゾダース?, Varuzodāsu):

- Esplosione Solare (Prominence Raid, プロミネンスレイド?, Purominensu Raido):

Special Mode:
Modalità Inferno (Inferno Mode, インフェルノモード?, Inferuno Mōdo):
Modalità che, una volta attivata, fa entrare Ifreet in uno stato invincibile in cui i danni inflitti aumentano la potenza. In questa modalità Ifreet è circondato da un'aura di fuoco.

#### Luna Richardson
Luna Richardson, nome originale Runa Ishimori (石森 ルナ?, Ishimori Runa), è la sorella minore di Rina Richardson ed è ricoverata in ospedale.

#### Stewart Vanguard
Stewart Vanguard, nome originale Sōsuke Zaizen (財前 宗助?, Zaizen Sōsuke)

Doppiato in giapponese da Yūichi Nakamura e in italiano da ?
 
Stewart è il Primo ministro del Giappone. Il suo nome e il suo cognome originali e il suo cognome europeo, così come l'aspetto del personaggio e il doppiatore originale, sono gli stessi del primo ministro che compare in Inazuma Eleven, altra serie di videogiochi prodotta da Level-5,e nel gioco di Little Battlers eXperience per 3DS, è stato confermato effettivamente essere la stessa persona.

## Introdotti inDanball senki
Hiro Hughes/Hiro Ozora, nome originale Hiro Ōzora (大空 ヒロ?, Ōzora Hiro)

Doppiato da Hiro Shimono e Megumi Satō (da bambino) e in italiano da Federico Bebi

Compare anche, come personaggio minore, nel videogioco della Level-5 Inazuma Eleven GO Chrono Stones, in cui gioca a calcio nella squadra L5 Heroes come attaccante e nella versione Tuono (Raimei) del gioco può essere reclutato. Essendo comparso in tale videogioco, possiede un nome modificato nonostante l'anime non sia ancora stato doppiato. Compare poi nel videogioco Inazuma Eleven GO Galaxy e gioca sempre nella squadra L5 Heroes.
Ran Hanasaki/Laura Hanasaki, nome originale Ran Hanasaki (花咲 ラン?, Hanasaki Ran)

Doppiata da Kana Hanazawa e in italiano da Eleonora Reti

Jessica Kaios (ジェシカ・カイオス?, Jeshika Kaiosu)

Doppiata da Eri Kitamura e in italiano da Eva Padoan
Asuka Kojō/Asuka Carter (古城 アスカ?, Kojō Asuka)

Doppiata da Ryōko Shiraishi e in italiano da Gaia Bolognesi
I supremi, nome originale Detector (ディテクター?, Detekutā)

Organizzazione terroristica e principale antagonista del secondo gioco e della seconda serie.

## Introdotti inDanball senki wars
Protagonista di Danball senki wars

In questo videogioco il giocatore non interpreta un personaggio con un nome e un aspetto fisico prestabiliti, ma può invece scegliere tra venti avatar: dieci maschili e dieci femminili. Nel manga e nell'anime non vi è alcun personaggio a sostituire questo, e il protagonista è Arata Sena.
Arata Sena (瀬名 アラタ?, Sena Arata)

Doppiato da Ryōta Ōsaka e in italiano da Alessio De Filippis
Haruki Izumo (出雲 ハルキ?, Izumo Haruki)

Doppiato da Tomoaki Moeno
Hikaru Hoshihara (星原 ヒカル?, Hoshihara Hikaru)

Doppiato da Sayori Ishizuka
Yuno Kashima (鹿島 ユノ?, Kashima Yuno)

Doppiato da Kanako Nomura
Sakuya Hosono (細野 サクヤ?, Hosono Sakuya)

Doppiato da Chika Anzai
Kaito Fūjin (風陣 カイト?, Fūjin Kaito)

Doppiato da Yūichi Nakamura
Catherine Ruth (キャサリン・ルース?, Kyasarin Rūsu)

Doppiata da Yōko Honna
Rikuya Tōgō (東郷 リクヤ?, Tōgō Rikuya)

Doppiato da Daisuke Namikawa
Gendou Isogai (磯谷 ゲンドウ?, Isogai Gendou)

Doppiato da Yoshihisa Kawahara